# Groupe Bruxelles Lambert

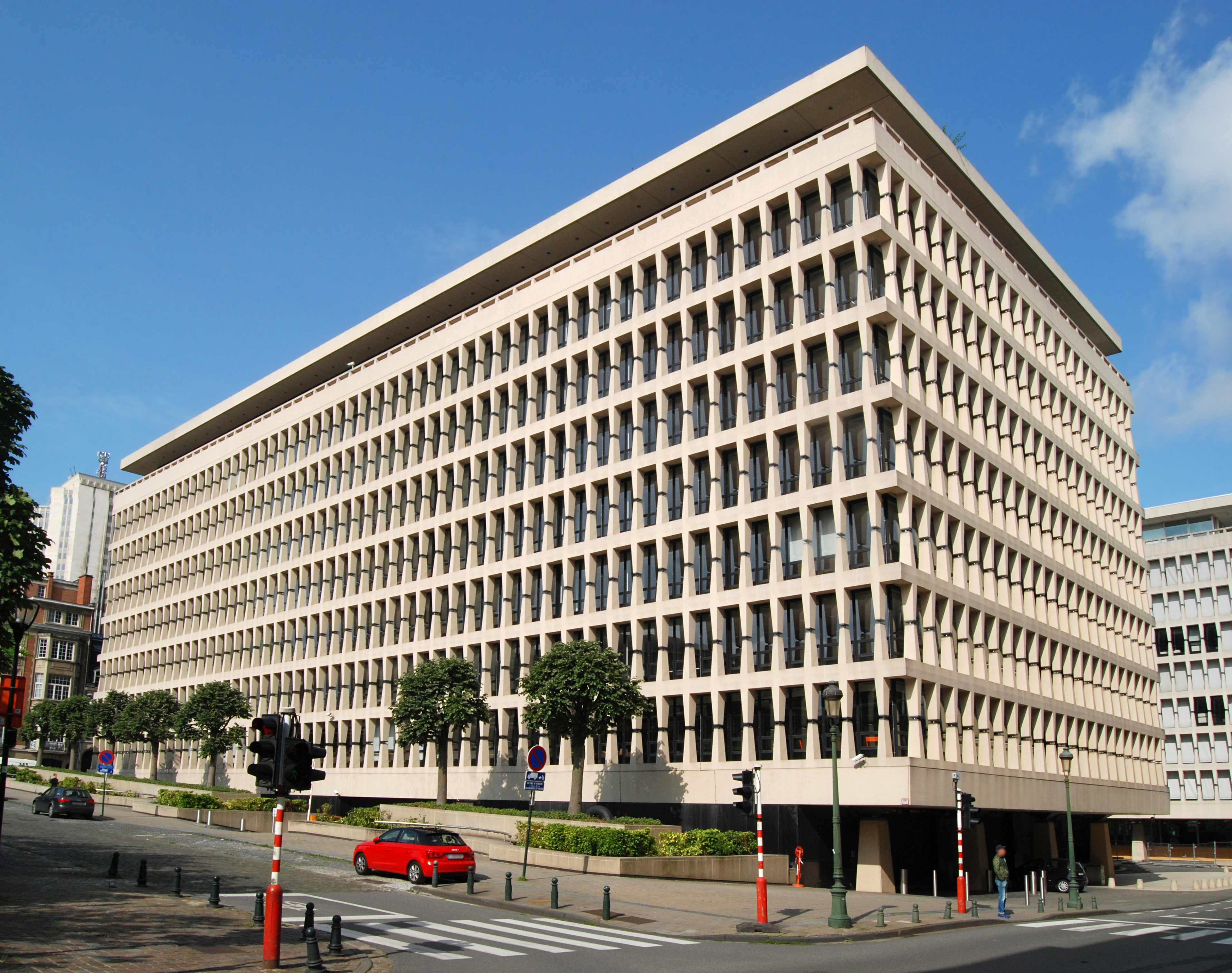
Hauptsitz der Groupe Bruxelles Lambert (Ehemaliger Sitz der Banque Lambert, erbaut 1956–1960)

Groupe Bruxelles Lambert SA (GBL) ist eine belgische Holdinggesellschaft mit Sitz in Brüssel und gehört zu den größten belgischen Unternehmen. Das 1972 gegründete Unternehmen ist in dem Aktienindex BEL20 an der Brüsseler Euronext enthalten. Nach der Schwedischen „Investor AB“ war GBL Eigenaussagen zufolge 2014 die zweitgrößte börsennotierte Beteiligungsgesellschaft in Europa.

## Beteiligungen
Die Holding besitzt unter anderem folgende Anteile am Aktienkapital (Stand: Januar 2025):
| Unternehmen      | Art des Unternehmens | Anteile | Quelle |
| ---------------- | -------------------- | ------- | ------ |
| Affidea          | privat               | 99 %    | [ 2 ]  |
| Sanoptis         | privat               | 83,2 %  | [ 3 ]  |
| Imerys           | börsengehandelt      | 54,7 %  | [ 4 ]  |
| Canyon           | privat               | 48,8 %  | [ 5 ]  |
| Parques Reunidos | privat               | 23,0 %  | [ 6 ]  |
| Ontex            | börsengehandelt      | 19,98 % | [ 7 ]  |
| SGS              | börsengehandelt      | 19,1 %  | [ 8 ]  |
| Umicore          | börsengehandelt      | 15,9 %  | [ 9 ]  |
| Voodoo           | privat               | 15,1 %  | [ 10 ] |
| Concentrix       | börsengehandelt      | 13,5 %  | [ 11 ] |
| Pernod Ricard    | börsengehandelt      | 6,8 %   | [ 12 ] |
| Adidas           | börsengehandelt      | 5,1 %   | [ 13 ] |

Die „Groupe Bruxelles Lambert“ versucht durch ihre Beteiligungen möglichst mehrere Sitze im Aufsichtsrat zu erhalten.

## Geschichte
Die Beteiligungsgesellschaft „Groupe Bruxelles Lambert“ (GBL) entstand im November 1972, als sich auf Initiative des Bankiers Baron Léon Lambert (1928–1987) vier belgische Beteiligungsgesellschaften zusammenschlossen: Einerseits die von der Bankiersfamilie Lambert kontrollierten Unternehmen „Compagnie Lambert pour l'Industrie et la Finance“ und „Cofinter“, andererseits die zur „Groupe de Launoit“ zählenden Firmen „Brufina“ und „Cofinindus“.
Das neue Unternehmen, welches mit vollem Namen „Groupe Bruxelles Lambert pour l'Industrie et la Finance“ hieß, war börsennotiert und verfügte über Vermögenswerte von etwa 350 Millionen US-Dollar. Es war damit nach der „Société générale de Belgique“ das zweitgrößte Unternehmen Belgiens.
Im Zuge der Fusion hatte die Groupe Bruxelles Lambert die Kontrolle über zwei Banken erlangt: Die „Banque Lambert“ von Seiten der Familie Lambert und die „Banque de Bruxelles“ von Seiten der Groupe de Launoit. Nach zwei Jahren Vorbereitung, wurden die beiden Banken per 30. Juni 1975 zur „Banque Bruxelles Lambert“ (BBL) zusammengefasst, indem die Banque de Bruxelles die Banque Lambert übernahm.
1982 wurde die GBL mehrheitlich von der Gesellschaft Pargesa Holding übernommen, die dem Investor Albert Frère (1926–2018) gehörte. Dieser wurde in den Medien wiederholt als „belgischer Warren Buffett“ bezeichnet. Die GBL verkaufte 1998 ihre Banktochter „Banque Bruxelles Lambert“ an die „ING Groep“. Stand 2008 hielt Pargesa 50 % an GBL, durch 3,6 % Anteile, die die GBL an sich selbst hält, ist Pargesa weiterhin Mehrheitseigentümer der GBL. GBL hielt in den 1980er Jahren einen Minderheitsanteil an Drexel Burnham Lambert. Durch diverse Käufe und Verkäufe von Unternehmensbeteiligungen ab den 1980er Jahren wurde Frère einer der wohlhabendsten Belgier. Sein Vorgehen wird unter anderem so beschrieben:

„Seine bevorzugte Strategie sah dabei folgendermaßen aus: er kaufte sich einen großen Anteil an einem kleinen Unternehmen einer gewissen Branche und tauschte diese dann gegen einen kleinen Anteil an einem großen Unternehmen derselben Branche.“

Im April 2001 fusionierte die GBL mit ihrer börsennotierten Tochtergesellschaft „Electrafina“. Hierzu kaufte sie die 20 % des Aktienkapitals der Electrafina, welches ihr bisher noch nicht gehört hatte. Zuvor war die Electrafina der „Energiezweig“ der GBL gewesen, welcher deren Beteiligungen im Erdöl- und Elektrizitätsbereich bündelte.
Am 1. Juli 2006 wurde eine Beteiligung an Bertelsmann (25,1 % des Kapitals, 25 % der Stimmrechte) wieder zurückgekauft. Damit gehört Bertelsmann wieder vollständig der Familie Mohn und einer Stiftung – und der von GBL geplante Börsengang wurde verhindert. Der Rückkaufpreis der Familie Mohn belief sich Medienberichten zufolge auf 4,5 Milliarden €, der Gewinn von Frère betrug an diesem Geschäft alleine etwa 2,5 Milliarden €.
Im Juni 2013 kaufte die GBL von der Holding-Gesellschaft Exor SpA eine 15 %-Beteiligung an der Warenprüfgesellschaft „SGS SA“. Offiziell gegen die Führung der Gesellschaft 2015 an Albert Frères Sohn Gérald über, Albert war aber bis zu seinem Tod an den Geschäften beteiligt.
Mitte Dezember 2020 wurde bekannt, dass GBL mit etwa 800 Millionen Euro Investitionssumme als Mehrheitseigentümer beim deutschen Fahrradhersteller Canyon Bicycles einsteigen wird.